# Arco de la Villa
El Arco de la Villa es una antigua muralla medieval, que sirve como entrada al casco antiguo de Conil de la Frontera (Andalucía, España).

## Historia
Antiguamente se llamaba puerta de Vejer, ya que era donde comenzaba la travesía hacia el pueblo vecino. Es la única de las cuatro puertas de entradas al pueblo que mantiene sus murallas. 
Data del 1502 cuando el Duque Don Juan de Guzmán ordenó amurallar Conil por el peligro de que atacaran los árabes. En los Inicios consistía de una plata alta y otra baja, la cual era el punto de partida de las escaleras que llegaban a los pasillos de vigilancia que andaban el lugar amurallado.
Por último está calificada como Bien de Interés Cultural (BIC) desde junio de 1985.

## Ubicación
El Arco está ubicado en el centro histórico de Conil de la Frontera, lindando con la Calle Capitán Pérez Moreno y con la Plaza de España dentro del casco antiguo, y con la Calle la Virgen a las afueras.